# 137 Meliboea
137 Meliboea este un asteroid din centura principală, descoperit pe 21 aprilie 1874, de Johann Palisa. A fost numit după trei personaje numite Meliboea din mitologia greacă.